# کوواچ‌هیدا
کوواچ‌هیدا (به مجاری:  Kovácshida) یک منطقهٔ مسکونی در مجارستان است که در ناحیه شیکلوش واقع شده‌است.